# Lehnträger
Der Lehnträger, auch Lehensträger oder Lehenträger genannt, war früher im Bergbau die Person, auf die das Lehn geschrieben wurde. Der Begriff Lehnträger war an das Lehensrecht des jeweiligen Landes angelehnt. Der Lehnträger war der gesetzliche Vertreter eines einzelnen Bergwerkbesitzers einer Bergwerks-Gesellschaft oder einer Gewerkschaft in bergrechtlichen Belangen.

## Grundlagen
Bis ins späte Mittelalter galt in mehreren Ländern für die Verleihung von nutzbarem Eigentum das Lehenrecht des jeweiligen Landes, wonach der Landesherr der Lehnsherr war. Für den Bergbau galt, dass die Personen, denen die Lehnschaft für einen bestimmten Zeitraum überlassen wurde, um dort bergmännisch nach Bodenschätzen zu suchen, von den erzielten Gewinnen einen vereinbarten Anteil an den Landesfürsten abführen mussten. Da die Landesfürsten die Verwaltung der Lehnschaften nicht selber durchführen wollten, wurden von ihnen als verantwortlicher Beamter ein Bergmeister eingesetzt, der für die bergrechtlichen Belange zuständig war. Da nach dem Lehenrecht für ein Lehen nicht mehrere Personen in den Lehensvertrag eingetragen werden konnten, wurde einer der Gemeinschaft, die das Lehen beantragt hatte, als Lehnträger eingetragen. Im Bergbau bestimmte die zuständige Bergbehörde, wer jeweils als Lehnträger eingetragen wurde. Bei neu verliehenem Bergwerkseigentum wurde der erste Muter in den Lehenschein eingetragen. Die Belehnungen sowie die genaue Lage des Bergwerks und der Vor- und Zuname des Lehnträgers wurde in das Bergbuch eingetragen. Mit dem Inkrafttreten der neuen Berggesetze wurden sämtliche alten Regelungen bezüglich des Lehnwesens für den Bergbau abgeschafft.

## Aufgaben und Befugnisse
Der Lehnträger war mit einer Generalvollmacht versehen, um die Verhandlungen mit der zuständigen Bergbehörde durchzuführen. Nach der Vermessung einer neuen Fundgrube oder Maasse war er berechtigt, den Erbbereitungssprung durchzuführen. Er musste bei neu gegründeten Gewerkschaften dafür sorgen, dass diese zeitnah ins Berggegenbuch eingetragen wurden. Bedingt durch seine Vollmacht hatte er die Aufgabe, die Berechtsame gegen Zweite und Dritte zu wahren. Er war verantwortlich dafür, dass für eventuelle durch den Bergbaubetrieb entstandene Schäden am Eigentum Dritter (z. B. Äcker, Wälder, Gebäude) dem betroffenen Eigentümer Schadensersatz geleistet wurde. Zudem war er verantwortlich dafür, dass, falls erforderlich, die Zubuße gezahlt wurde. Er und seine Erben war berechtigt, alleine oder zusammen mit anderen Bergbautreibenden (z. B. Gewerken), in dem ihm verliehenen Grubenfeld bergmännisch nach Mineralien zu suchen und die dafür erforderlichen Gebäude und Verkehrswege zu errichten, Schächte abzuteufen und untertägige Grubenbaue aufzufahren. Er war berechtigt, Teile der Berechtsame an einen oder mehrere Lehnhauer zu verleihen, bei dieser Formalität musste der Bergschreiber zugegen sein. Für die Durchführung des Bergwerkbetriebes und seine Beaufsichtigung stellte er in Eigenverantwortung tüchtige Bergleute und Steiger ein und sorgte dafür, dass das Risswerk ordnungsgemäß geführt wurde.